# Caterina Barili
Caterina Chiesa Barili-Patti, coneguda també com a Caterina Chiesa Barilli-Patti (Roma; 1790 - ibídem, 6 de setembre de 1870) fou una cantant italiana d'òpera en la tessitura de soprano.

## Biografia
Caterina Barili fou una diva de l'òpera italiana que va interpretar rols principals, com ara l'Elvira de I puritani de Vincenzo Bellini, al Teatre San Carlo de Nàpols. A l'inici de la dècada de 1840 va signar un contracte amb el teatre de l'Òpera de Madrid. A finals de la mateixa dècada va perdre la veu, segons el New York Herald, el qual l'any 1848, amb motiu de la seva aparició en I Capuleti e i Montecchi de Bellini en el Castle Garden, va dir d'ella: "la seva veu és una mera anècdota - està arruïnada".
Es va casar amb el compositor Francesco Barili i, després de la mort de Barili, es va tornar a casar amb el cantant i empresari Salvatore Patti. Va tenir un total de vuit fills, dels quals els fills de Barili que es van dedicar a la música van ser Clotilda, Ettore, Nicola i el cantant i director Antonio Barili. Del segon matrimoni amb Patti, la filla més famosa va ser la cantant d'òpera Adelina Patti, i també es van dedicar a la música els seus germans Amelia, Carlotta i el violinista i director d'orquestra Carlo.